# Europäische Atomgemeinschaft

Euratom-Mitgliedstaaten

Die Europäische Atomgemeinschaft (EAG oder heute Euratom) ist eine Organisation zur Koordinierung und Überwachung der zivilen Nutzung von Kernenergie und Kernforschung in Europa. Sie ist neben der Europäischen Union eine eigenständige Internationale Organisation, teilt mit ihr jedoch sämtliche Organe. Ihr gehören alle EU-Mitgliedstaaten sowie die Schweiz (seit 2014) und das Vereinigte Königreich (seit 2021) als assoziierte Mitglieder an.

## Geschichte
Euratom wurde am 25. März 1957 durch die Römischen Verträge von Frankreich, Italien, den Beneluxstaaten und der Bundesrepublik Deutschland gegründet und besteht noch heute fast unverändert. Von 1965 bis 30. November 2009 war sie neben der mit 23. Juli 2002 ausgelaufenen Europäischen Gemeinschaft für Kohle und Stahl und der ebenfalls durch die Römischen Verträge gegründeten Europäischen Wirtschaftsgemeinschaft (die spätere Europäische Gemeinschaft) eine der Europäischen Gemeinschaften.
Mit dem Inkrafttreten des Vertrags von Lissabon am 1. Dezember 2009 ging die Europäische Gemeinschaft in der Europäischen Union auf. Damit blieb nach dem Auslaufen des Militärbündnisses WEU 2010 nur die Euratom als eigenständige Organisation und sogenannte Europäische Gemeinschaft bestehen, ist jedoch in ihren Strukturen vollständig an die EU angegliedert.
Das Vereinigte Königreich hat beim Brexit am 31. Januar 2020 nicht nur die EU, sondern auch Euratom verlassen. Allerdings wurde im Rahmen des Brexit-Abkommens vereinbart, dass das UK als assoziiertes Mitglied weiter an Euratom partizipiert.

## Zielsetzung
Das Ziel ist in Artikel 1 formuliert: „Aufgabe der Atomgemeinschaft ist es, durch die Schaffung der für die schnelle Bildung und Entwicklung von Kernindustrien erforderlichen Voraussetzungen zur Hebung der Lebenshaltung in den Mitgliedstaaten und zur Entwicklung der Beziehungen mit den anderen Ländern beizutragen.“
Die einzelnen Kapitel des Euratom-Vertrags (EAGV) beschäftigen sich u. a. mit der Förderung der Forschung auf dem Nukleargebiet, der Verbreitung von Kenntnissen, dem Gesundheitsschutz, Investitionen, gemeinsamen Unternehmen, der Versorgung der Gemeinschaft mit Erzen, Ausgangsstoffen und besonderen spaltbaren Stoffen (per Euratom-Versorgungsagentur), der Überwachung der Sicherheit sowie mit dem Eigentum an den besonderen spaltbaren Stoffen, dem Gemeinsamen Markt auf dem Nukleargebiet und den Außenbeziehungen (Verträge von Euratom mit Drittstaaten).
Kapitel 3 regelt die Maßnahmen zur Sicherung der Gesundheit der Bevölkerung. In Artikel 35 werden Einrichtungen zur ständigen Überwachung des Bodens, der Luft und des Wassers auf ihre Radioaktivität vorgeschrieben. In allen Mitgliedsstaaten sind entsprechende Messnetze installiert, die ihre erhobenen Daten in die zentrale Datenbank der EU (EURDEP) schicken (siehe auch ODL-Messnetz). Weiterhin bestimmt Art. 37, dass jeder Mitgliedstaat verpflichtet ist, bestimmte Angaben zur Freisetzung radioaktiver Stoffe, z. B. beim Neubau oder Abbau von Kernkraftwerken, der Europäischen Kommission zu übermitteln. Erst wenn die Europäische Kommission ihre Stellungnahme dazu veröffentlicht hat, darf mit dem Vorhaben begonnen werden.

## Euratom-Vertrag (Überblick)
Der Euratom-Vertrag (in der Fassung des Vertrags von Lissabon) gliedert sich in Präambel und sechs Titel, gefolgt von fünf Anhängen und sechs Protokollen:
- Präambel
- Titel I: Aufgaben der Gemeinschaft (Artikel 1 bis 3)
- Titel II: Die Förderung des Fortschritts auf dem Gebiet der Kernenergie (Artikel 4 bis 106)
- Titel III: Vorschriften über die Organe und Finanzvorschriften (Artikel 106a bis 170)
- Titel IV: Besondere Finanzvorschriften (Artikel 171 bis 183 a)
- Titel V: Allgemeine Bestimmungen (Artikel 184 bis 223)
- Titel VI: Schlussbestimmungen (Artikel 224 bis 225)
- Anhang I: Forschungsgebiet betreffend die Kernenergie gemäß Artikel 4 des Vertrags
- Anhang II: Industriezweige, auf die in Artikel 41 des Vertrags Bezug genommen ist
- Anhang III: Vergünstigungen, die den gemeinsamen Unternehmen nach Artikel 48 des Vertrags gewährt werden können
- Anhang IV: Listen der Güter und Erzeugnisse, die den Bestimmungen des Kapitels 9 über den gemeinsamen Markt auf dem Kerngebiet unterliegen

- Protokoll über die Festlegung der Sitze der Organe und bestimmter Einrichtungen, sonstiger Stellen und Dienststellen der Europäischen Union
- Protokoll über die Vorrechte und Befreiungen der Europäischen Union
- Protokoll über Artikel 40.3.3 der Verfassung Irlands
- Protokoll über die Übergangsbestimmungen

Im Unterschied zum 2002 ausgelaufenen EGKS-Vertrag ist die Dauer des Euratom-Vertrags unbeschränkt. Außerdem unterlag der Euratom-Vertrag – im Gegensatz zu den Verträgen der EGKS und der E(W)G – im Laufe der Zeit keinen substanziellen inhaltlichen Veränderungen. In der Regel beschränkten sich die Anpassungen darauf, Änderungen in den anderen Verträgen entsprechend nachzuvollziehen. Der 2009 in Kraft getretene Vertrag von Lissabon, durch den die EG aufgelöst und mit der EU vereinigt wurde, änderte den Euratom-Vertrag kaum und ließ die Euratom weiterhin als supranationale Organisation neben der EU bestehen. Aufgrund der weitreichenden energiepolitischen Kompetenzen der EU selbst hat sie allerdings inzwischen stark an Bedeutung verloren. 
Der Euratom-Vertrag erlaubt im Gegensatz zu den Verträgen über die Europäische Union (EUV, AEUV) dem Europäischen Parlament nur das Recht zur Stellungnahme, jedoch keine Entscheidungsbefugnisse.
| Unterz. In Kraft Vertrag                    | 1948 Brüsseler Pakt                                               | 1951 1952 Paris                                                   | 1954 1955 Pariser Verträge                      | 1957 1958 Rom                                       | 1965 1967 Fusions- vertrag                          | 1986 1987 Einheitliche Europäische Akte | 1992 1993 Maastricht     | 1992 1993 Maastricht          | 1997 1999 Amsterdam           | 2001 2003 Nizza        | 2001 2003 Nizza | 2007 2009 Lissabon |  |  |  |  |  |  |  |  |  |
|                                             |                                                                   |                                                                   |                                                 |                                                     |                                                     |                                         |                          |                               |                               |                        |                 |                    |  |  |  |  |  |  |  |  |  |
| Europäische Gemeinschaften                  | Europäische Gemeinschaften                                        | Drei Säulen der Europäischen Union                                | Drei Säulen der Europäischen Union              | Drei Säulen der Europäischen Union                  | Drei Säulen der Europäischen Union                  | Drei Säulen der Europäischen Union      |                          |                               |                               |                        |                 |                    |  |  |  |  |  |  |  |  |  |
|                                             | Europäische Atomgemeinschaft (Euratom)                            | Europäische Atomgemeinschaft (Euratom)                            | →                                               |                                                     |                                                     |                                         | ←                        |                               |                               |                        |                 |                    |  |  |  |  |  |  |  |  |  |
|                                             |                                                                   |                                                                   | →                                               | Europäische Gemeinschaft für Kohle und Stahl (EGKS) | Europäische Gemeinschaft für Kohle und Stahl (EGKS) | Vertrag 2002 ausgelaufen                | Vertrag 2002 ausgelaufen |                               | Europäische Union (EU)        | Europäische Union (EU) |                 |                    |  |  |  |  |  |  |  |  |  |
|                                             |                                                                   |                                                                   | →                                               | Europäische Wirtschaftsgemeinschaft (EWG)           | Europäische Wirtschaftsgemeinschaft (EWG)           |                                         | ←                        | Europäische Gemeinschaft (EG) | Europäische Gemeinschaft (EG) | Europäische Union (EU) |                 |                    |  |  |  |  |  |  |  |  |  |
|                                             |                                                                   |                                                                   | →                                               | Justiz und Inneres (JI)                             |                                                     |                                         | ←                        | Europäische Gemeinschaft (EG) | Europäische Gemeinschaft (EG) | Europäische Union (EU) |                 |                    |  |  |  |  |  |  |  |  |  |
|                                             | Polizeiliche und justizielle Zusammenarbeit in Strafsachen (PJZS) | Polizeiliche und justizielle Zusammenarbeit in Strafsachen (PJZS) | →                                               | Justiz und Inneres (JI)                             | ←                                                   |                                         |                          |                               |                               | Europäische Union (EU) |                 |                    |  |  |  |  |  |  |  |  |  |
| Europäische Politische Zusammenarbeit (EPZ) | →                                                                 | Gemeinsame Außen- und Sicherheitspolitik (GASP)                   | Gemeinsame Außen- und Sicherheitspolitik (GASP) | Gemeinsame Außen- und Sicherheitspolitik (GASP)     | ←                                                   |                                         |                          |                               |                               | Europäische Union (EU) |                 |                    |  |  |  |  |  |  |  |  |  |
| Westunion (WU)                              | Westunion (WU)                                                    | Westeuropäische Union (WEU)                                       | Westeuropäische Union (WEU)                     | Westeuropäische Union (WEU)                         | Westeuropäische Union (WEU)                         |                                         |                          |                               |                               | Europäische Union (EU) |                 |                    |  |  |  |  |  |  |  |  |  |
| Westunion (WU)                              | Westunion (WU)                                                    | Westeuropäische Union (WEU)                                       | Westeuropäische Union (WEU)                     | Westeuropäische Union (WEU)                         | Westeuropäische Union (WEU)                         | aufgelöst zum 1. Juli 2011              |                          |                               |                               |                        |                 |                    |  |  |  |  |  |  |  |  |  |
|                                             |                                                                   |                                                                   |                                                 |                                                     |                                                     |                                         |                          |                               |                               |                        |                 |                    |  |  |  |  |  |  |  |  |  |

## Organe
Die Euratom hatte bis 1967 eine eigene Kommission und einen eigenen Rat. Durch den Fusionsvertrag vom 8. April 1965 wurden sie mit den Organen der anderen beiden Gemeinschaften vereinigt. Die parlamentarische Versammlung (jetzt Europäisches Parlament) und der Europäische Gerichtshof waren von Anfang an gemeinsame Einrichtungen. Es gab drei Kommissionspräsidenten:
- 1958–1959 Louis Armand
- 1959–1962 Étienne Hirsch
- 1962–1967 Pierre Chatenet

Vizepräsident von 1962 bis 1967 war Enrico Medi. Erster deutscher Vertreter in der Euratom-Kommission war von 1958 bis Februar 1964 Heinz Krekeler. Zeitweise gab es auch einen Generaldirektor.
Die heute zuständigen EU-Institutionen für Angelegenheiten der Euratom sind:
- in der Europäischen Kommission der Kommissar für Bildung, Kultur, Jugend und Sport und die ihm unterstehende Generaldirektion Gemeinsame Forschungsstelle,
- im Europäischen Parlament der Ausschuss für Industrie, Forschung und Energie,
- im Rat der Europäischen Union der Rat für Verkehr, Telekommunikation und Energie.

## Euratom-Rahmenprogramme
Die Fördermittel der EU, die in den Haushalt eingestellt werden, um die genannten Aufgaben zu erreichen, werden in Rahmenprogrammen zusammengefasst und veröffentlicht. Das aktuelle siebte Euratom-Rahmenprogramm umfasst Maßnahmen im Bereich der Forschung, technologischen Entwicklung, internationalen Zusammenarbeit, Verbreitung und Verwertung sowie Ausbildung. Seit 1957 ist diese Förderung in ihrer Zielsetzung im Wesentlichen gleich geblieben. Für das erste Programm (1958 bis 1962) wurden 215 Mio. Rechnungseinheiten (= Dollar) angesetzt. Der Beitrag der Bundesrepublik Deutschland entsprach mit 290 Mio. DM 30 % des Gesamtbetrages.
Am 6. Februar 1973 wurde ein weiteres Rahmenprogramm von den Forschungsministern der beteiligten Staaten bis 1977 in Höhe von 200 Mio. Rechnungseinheiten (RE) (umgerechnet 732 Mio. DM) bewilligt, um die Forschungen der 1.440 Mitarbeiter an den Instituten in Geel (Belgien), Karlsruhe (Deutschland), Ispra (Italien) und Petten (Niederlande) weiterzuführen.
Das Rahmenprogramm bis 2013 gliedert sich in zwei Schwerpunkte:
- Fusionsenergieforschung: Schaffung der Wissensgrundlage für das Projekt ITER und Bau von ITER als wichtigsten Schritt für den Bau von Prototypreaktoren für sichere, dauerhaft tragbare, umweltverträgliche und wirtschaftliche Kraftwerke.
- Kernspaltung und Strahlenschutz: Förderung der sicheren Nutzung der Kernspaltung und der Einsatzmöglichkeiten von ionisierenden Strahlen in Industrie und Medizin.

Für die Durchführung des siebten Rahmenprogramms im Zeitraum 2007–2011 standen nach Angaben der EU-Kommission Mittel in Höhe von insgesamt 3092 Mio. EUR zur Verfügung. Diese teilen sich auf in 2159 Mio. EUR für Fusionsforschung, 394 Mio. EUR für Kernspaltung und Strahlenschutz sowie 539 Mio. EUR für Maßnahmen der Gemeinsamen Forschungsstelle im Nuklearbereich. Mit einer Verlängerung der Finanzierung laufender Forschungsarbeiten zur nuklearen Sicherheit und zum Strahlenschutz im Euratom-Rahmenprogramm kann gerechnet werden, da die EU-Kommission am 7. März 2011 einen Vorschlag zur Verlängerung der Finanzierung für die Jahre 2012/2013 verabschiedete.

## Fusionsforschung
Im Bereich der Fusionsforschung wurde zur Durchführung der Forschungsaktivitäten innerhalb des rechtlichen Rahmens von Euratom 1999 das European Fusion Development Agreement (EFDA) unterzeichnet. Das Ziel von EFDA ist die Bereitstellung der notwendigen wissenschaftlichen und technischen Basis in der Europäischen Forschung und Industrie für den Bau und Betrieb von ITER.

## Kritik
Atomkraftgegner sehen den Euratom-Vertrag aufgrund seines Ziels, der Förderung der Kernenergie, als nicht mehr zeitgemäß an. In Deutschland sehen Kritiker den Vertrag dem deutschen Atomausstieg widersprechend an und fordern dessen Revision oder den Austritt Deutschlands.
Ob der Ausstieg aus dem Euratom-Vertrag ohne einen Ausstieg aus der Europäischen Union möglich wäre, ist unter Völker- und Verfassungsrechtlern strittig. Während ein vereinzeltes Gutachten zu der Ansicht gekommen ist, dass ein einseitiger Ausstieg aus Euratom aufgrund Art. 56 Wiener Vertragsrechtskonvention möglich ist, halten andere das für rechtlich oder technisch unmöglich oder zumindest für äußerst schwierig und erachten eine überfällige Revision des Vertrages für notwendig.
In einer Petition vom Februar 2011 an den Deutschen Bundestag wurde ein Austritt Deutschlands aus dem Euratom-Vertrag gefordert, da durch diesen die Kernenergie privilegiert werde. Der Petitionsausschuss lehnte die Petition ein Jahr später ab und stellte positive Aspekte des Euratom-Vertrags heraus. Des Weiteren lehnte der Bundestag im November 2012 mit der Koalitionsmehrheit Anträge von Seiten der SPD und der Grünen auf eine Änderung des Euratom-Vertrags bzw. auf einen Austritt Deutschlands ab.
In Österreich gab es bereits zwei Volksbegehren zum Ausstieg aus dem Euratom-Vertrag. Während 2011 die für die Behandlung im Parlament nötige Grenze von 100.000 Stimmen knapp nicht erreicht wurde, konnte sie 2020 überschritten werden. Die Salzburger Plattform gegen Atomgefahren (PLAGE) setzt sich mit einer im Juli 2021 veröffentlichten Analyse kritisch mit Euratom auseinander.
In der Schweiz ist derzeit eine Motion von Mustafa Atici (SP) hängig, welche die Beendigung der Euratom-Beteiligung fordert.